# Solanec pod Soláněm
Solanec pod Soláněm je část obce Hutisko-Solanec v okrese Vsetín. Nachází se na jihu Hutiska-Solance. Prochází zde silnice II/481. Je zde evidováno 452 adres. Trvale zde žije 999 obyvatel.
Solanec pod Soláněm je také název katastrálního území o rozloze 16,67 km2.

## Název
Jméno vesnice bylo (jakožto zdrobnělina) odvozeno od jména vrchu Soláň.

## Historie
První písemná zmínka o obci pochází z roku 1583.

## Pamětihodnosti
- Kostel sv. Josefa